# Эгмонт, Ламораль
Ламораль, 4-й граф Эгмонт, известный в истории просто как Эгмонт (нидерл. Lamoraal van Egmont; 18 ноября 1522, Ла Амеда — 5 июня 1568, Брюссель) — испанский военачальник и нидерландский государственный деятель, казнённый в самом начале Нидерландской революции 1568—1648 годов.

## Биография
Ламораль — сын и наследник графа Яана IV Эгмонта, представитель знатнейшего рода Эгмонтов. Его мать Франсуаза Люксембургская, будучи одной из последних в роде Люксембург, передала сыну права на графство (потом княжество) Гавере во Фландрии.
Ламораль вырос и получил военное образование при дворе Карла V, короля Испании. В 1542 году он унаследовал владения покойного брата Карла, а 8 мая 1544 года женился на пфальцграфине Сабине (1528—1578) из рода Виттельсбахов, которая родила ему двенадцать детей. В том же году Ламораль стал рыцарем ордена Золотого руна. Родовое поместье Эгмонта находилось в замке Гаасбек; кроме того, сохранился дворец Эгмонтов в Брюсселе.

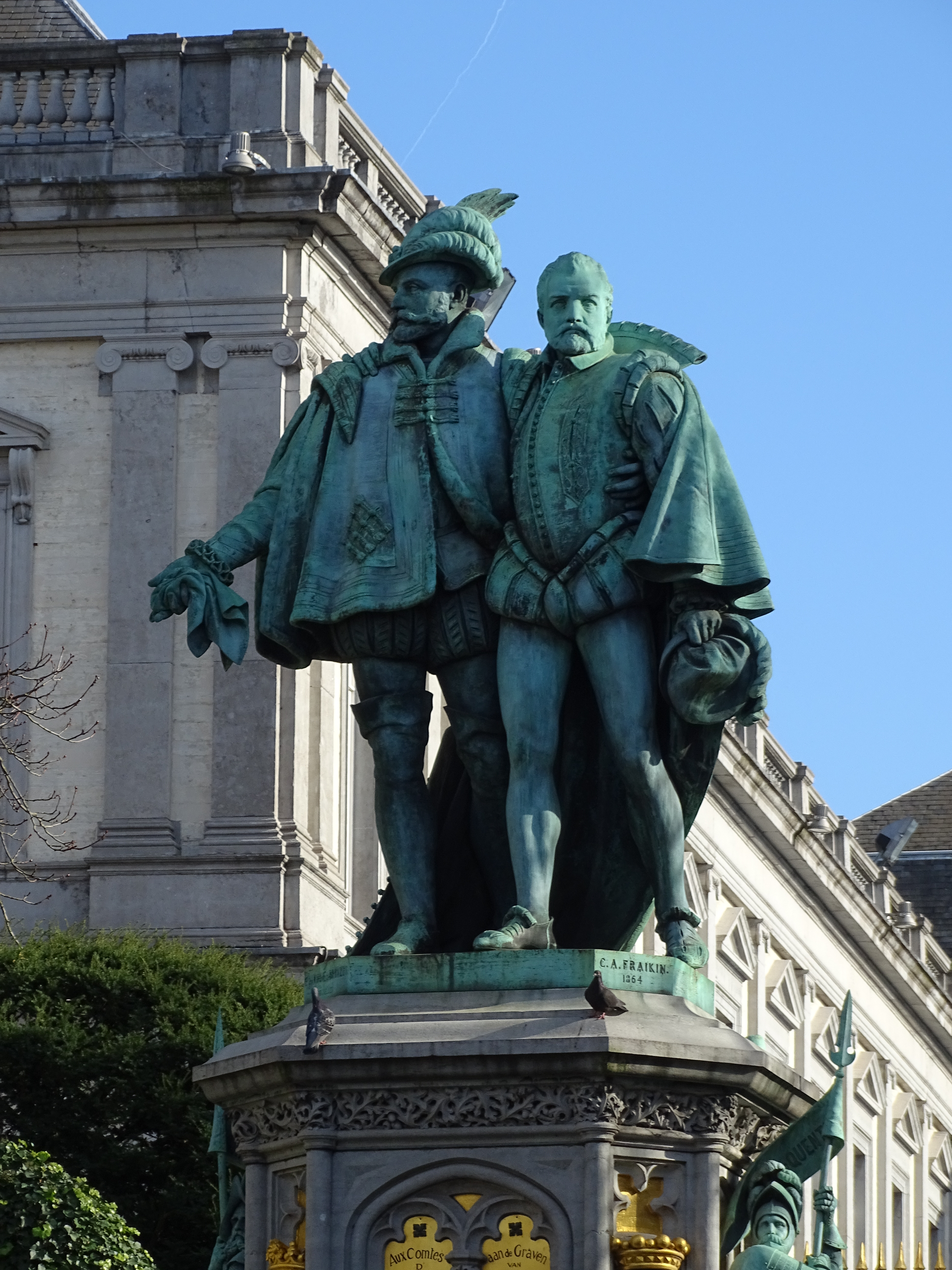
Памятник Эгмонту и Горну, работа скульптора Шарля-Огюста Фрекена

В рядах испанской армии Ламораль Эгмонт участвовал в победных сражениях при Сан-Кантене (1557) и при Гравелине (1558), в котором он командовал испанскими силами.
В 1559 году Эгмонт назначен штатгальтером Фландрии и Артуа.
В 1563 году, вместе с Вильгельмом Оранским и Филипом Монморанси, графом Горном, Эгмонт протестовал против разгула инквизиции под предводительством кардинала Антуана Гранвеля. Восстановив добрые отношения с королём Филиппом II, в 1565 году Эгмонт возглавил делегацию фландрского дворянства, просившую милости при испанском дворе, а затем искал поддержки у его сына, дона Карлоса.
Будучи благочестивым католиком и врагом иконоборцев, устроивших беспорядки в августе-октябре 1566 года, он оставался лоялен королю Филиппу и католической церкви во время их борьбы с протестантами и восстаниями черни. Эгмонт до конца рассчитывал на здравый смысл Филиппа, надеясь, что тот остановит невыгодное ему разорение Нидерландов испанцами.
9 сентября 1567 года прибывший в Брюссель герцог Альба, которому Филипп поручил подавление ереси, вызвал Эгмонта, Горна и других знатных лиц якобы для совещания — и арестовал их (см. «Кровавый совет»). Принцы Оранские (также вызванные Альбой на совещание) предпочли бежать из Брюсселя и возглавить национальное сопротивление испанцам.
После победы, одержанной восставшими под командованием Людвига Оранского в битве при Гейлигерлее, Эгмонт и Горн были публично обезглавлены на брюссельской Гранд-плас 5 июня 1568 года. Казнь спровоцировала всплеск восстания — так начался первый этап Нидерландской революции.
Эгмонт, его супруга и сердца двух его сыновей (которые верой и правдой служили испанской короне) похоронены в Зоттегеме (Бельгия).

## В искусстве
- «Эгмонт» — трагедия Гёте (1788)

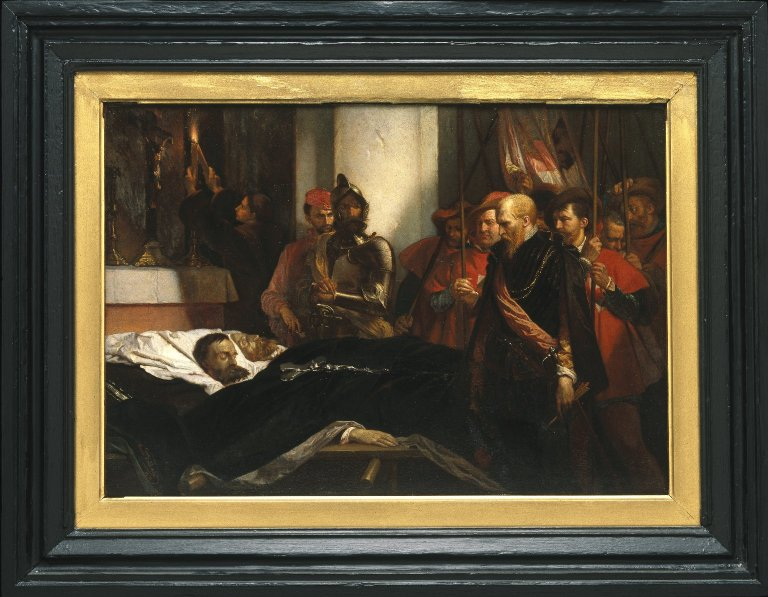
Луи Галле. Прощание голландцев с Эгмонтом и Горном (1851 год).

- «Эгмонт» — увертюра и девять музыкальных фрагментов Бетховена к трагедии Гёте (1809—1810)
- Визит фландрских представителей в Мадрид в 1565 — поворотный пункт оперы Джузеппе Верди «Дон Карлос» (1867)
- «Тиль Уленшпигель» — опера Николая Николаевича Каретникова «Тиль Уленшпигель» (1965-1985)